# Mitridation
Mitridation (en grec antic Μιθριδάτιον) era una fortalesa dels trocmes, una tribu celta, situada a la frontera entre Galàcia i el Pont.
Una vegada dominat el regne del Pont pels romans, Gneu Pompeu va conquerir la ciutat i la va donar a Bogodiatarus o Brogitarus, príncep gàlata, segons Estrabó.